# 延恩寺塔
延恩寺塔，位于中华人民共和国甘肃省平凉市崆峒区，是一座七层八角形楼阁式砖塔。该塔始建于明朝，原位于延恩寺内，中华民国时期塔内楼板和楼梯全部损毁，延恩寺其他建筑也被拆毁。中华人民共和国成立后该塔得到修缮。1963年和2006年，延恩寺塔先后被列为甘肃省文物保护单位和全国重点文物保护单位。

## 历史
延恩寺塔位于中华人民共和国甘肃省平凉市崆峒区的一座名为宝塔梁的山梁上，其所在地原为明代韩王所建的延恩寺旧址。明朝永乐二十二年，韩王的封地从辽宁开原被改到了甘肃平凉。嘉靖十四年（1535年）至嘉靖二十五年（1546年），韩定王朱融燧出资在延恩寺中修建了一座楼阁式砖塔，是为延恩寺塔。因其塔门的匾额上有“大明”字样，又被当地人称作为大明宝塔:146。中华民国时期，塔内楼板楼梯被毁，而塔院成为兵营，后来冯玉祥曾在此创办军事学校，寺庙的其余附属建筑被全部拆除。20世纪50年代时，平凉曾多次发生7.0级以上地震，延恩寺塔的第六层和第七层被震出8-10厘米的裂缝，塔刹被震倒。1963年，延恩寺塔被列为甘肃省文物保护单位。1985年，甘肃省文化厅拨专款10万元对宝塔进行了维修。2006年，延恩寺塔被列为全国重点文物保护单位。2012年，延恩寺塔的维修加固工程正式开工，并于当年6月完工。2014年，延恩寺塔周边护坡抢险加固工程正是通过国家文物局审批，并获得了国家文物局的250万元人民币经费支持。2016年7月，平凉市延恩寺塔保护管理所开始实施延恩寺塔保护规划编制项目。

## 结构
延恩寺塔为一座七层八角形楼阁式砖塔，通高35.35米。全塔有塔基、塔身、塔刹三部分组成。其中塔基为红砂岩石条砌成，没有须弥座，其上方为塔身。塔身共分为七层，整体为空筒形仿木结构，其中第一层的正南面开有一扇高2.3米、宽1.2米的券门，门顶镶嵌有一块砖雕匾额，上方刻有楷体“大明”二字。券门的门扇为木质。第二层至第七层逐层向上收分，每两层之间均有两层叠涩砖挑出的假平座回廊，该回廊在每面的券门前中断。每层均有用砖雕出的仿木结构的倚柱、槏柱、阑额和地袱。每层各面分为三间，中间开有券门，左右两侧为佛龛或小窗，佛龛内雕有佛像，窗内则为木质窗棂。塔内各层之间用木板隔开，相互之间通过木梯衔接。塔身上方为铁制塔刹，内部由刹柱支撑，柱角安放于第七层顶部。整座塔刹由下至上依次为圆形覆钵、宝珠、露盘、宝盖、相轮等结构。:146-147